# Vasilijs Stepanovs
Vasilijs Stepanovs (Leningrado, 3 de marzo o 12 de diciembre de 1927 28 May- 8 de abril de 2011) fue un deportista letón que compitió en halterofilia. Nació en Rusia como Vasily Matveyevich Stepanov (em ruso, Василий Матвеевич Степанов), pero posteriormente se asentó en Letonia, después de servir en la Marina Báltica Soviética.
Stepanovs empezó en la halterofilia en 1948, y en 1953 ganó el título soviético en la categoría de menos de 75 kilos. Cambió ala categoría de menos 82,5 kilos donde ganó los títulos de Europa y de la Unión Soviética y se colgó la plata tanto en los Mundiales de 1955 y en los Juegos Olímpicos de 1956, ambos tras el estadounidense Tommy Kono. Después de los Juegos, se trasladó a la categoría de menos de 90 kilos donde batió cuatro récords mundiales ante la prensa entre 1958 y 1962. Después de retirarse, entrenó a otros jóvenes halteras en Riga.«Yurik Sarkisian». chidlovski.net (en inglés). Consultado el 28 de junio de 2024.</ref>

## Palmarés internacional
| Representando a Unión Soviética |                       |                  |           |
| Juegos Olímpicos                |                       |                  |           |
| Año                             | Lugar                 | Medalla          | Categoría |
| 1956                            | Melbourne (Australia) | Medalla de plata | 82,5 kg   |
| Campeonato Mundial              |                       |                  |           |
| Año                             | Lugar                 | Medalla          | Categoría |
| 1955                            | Múnich (RFA)          | Medalla de plata | 82,5 kg.  |
| Campeonato Europeo              |                       |                  |           |
| Año                             | Lugar                 | Medalla          | Categoría |
| 1955                            | Múnich (RFA)          | Medalla de oro   | 82,5 kg.  |